# Mario Sbriccoli
Mario Sbriccoli (Macerata, 2 marzo 1941 – Macerata, 1º agosto 2005) è stato uno storico italiano.

## Biografia
Penultimo di cinque fratelli, tra cui fu celebre il cantautore Jimmy Fontana, fu allievo di Paolo Grossi con il quale ottenne la laurea in giurisprudenza all'Università di Macerata. Intrapresa la carriera accademica, fu storico del diritto italiano, materia in cui produsse apporti innovativi fin dagli anni giovanili. Condusse e lunga una vasta ricerca che, prese le mosse dal crimen laesae e dai reati politici dell'evo moderno, si appuntò sempre più sulla storia penale, nella quale divenne precocemente in Italia voce autorevole, recandovi un contributo d'interesse sia storico sia giuridico, che pone in luce le strette connessioni e implicazioni intercorrenti nella storia tra diritto e contesto sociale.

## Opere
- L'interpretazione dello statuto. Contributo allo studio della funzione dei giuristi nell'età comunale, Milano, 1969
- Crimen laesae maiestatis. Il problema del reato politico alle soglie della scienza penalistica moderna, Milano, 1974
- Storia del diritto penale e della giustizia. Scritti editi e inediti (1972-2007), vol. 1-2, Milano, 2009